# Черногорлая горная танагра
Черногорлая горная танагра (лат. Anisognathus notabilis) — вид птиц из семейства танагровых. Птицы обитают в субтропических и тропических горных влажных лесах, на высоте от 900, реже от 300, до 2200 метров над уровнем моря, в западных Андах на склонах со стороны Тихого океана в департаменте Рисаральда (Колумбия) южнее до провинций Эль-Оро и западной Лоха (западный Эквадор) . Длина тела около 18,5 см.